# 18160 Ніхон'утюфораму
18160 Ніхон'утюфораму (18160 Nihon Uchu Forum) — астероїд головного поясу, відкритий 7 серпня 2000 року.
Тіссеранів параметр щодо Юпітера — 3,207.
Названо на честь форуму Ніхон'утю (яп. にほんうちゅうフォーラム Ніхон'утюфораму)